# Цзясін
Цзясін (спрощ.: 嘉兴; піньїнь: Jiāxīng; Ву: Gāshīng [kɑɕiŋ]) — міський округ Китайської Народної Республіки. Цзясін — одне з найважливіших міст району дельти річки Янцзи, розташований на північному сході провінції Чжецзян, не більше ніж в 100 км від міст Сучжоу і Ханчжоу, а також від Шанхаю.

## Клімат
Місто знаходиться у зоні, котра характеризується вологим субтропічним кліматом. Найтепліший місяць — липень із середньою температурою 28.7 °C (83.7 °F). Найхолодніший місяць — січень, із середньою температурою 4.2 °С (39.6 °F).
| Клімат Цзясіна          | Клімат Цзясіна | Клімат Цзясіна | Клімат Цзясіна | Клімат Цзясіна | Клімат Цзясіна | Клімат Цзясіна | Клімат Цзясіна | Клімат Цзясіна | Клімат Цзясіна | Клімат Цзясіна | Клімат Цзясіна | Клімат Цзясіна | Клімат Цзясіна |
| Показник                | Січ.           | Лют.           | Бер.           | Квіт.          | Трав.          | Черв.          | Лип.           | Серп.          | Вер.           | Жовт.          | Лист.          | Груд.          | Рік            |
| Середній максимум, °C   | 7,6            | 8,5            | 12,9           | 19,2           | 24,1           | 27,6           | 32,2           | 31,8           | 27             | 22             | 16,6           | 10,4           | 20             |
| Середня температура, °C | 4,2            | 5,1            | 9,3            | 15,3           | 20,4           | 24,2           | 28,7           | 28,4           | 23,8           | 18,4           | 12,7           | 6,5            | 16,4           |
| Середній мінімум, °C    | 0,2            | 1,2            | 5              | 10,7           | 15,8           | 20,3           | 24,7           | 24,3           | 20,1           | 14             | 8,3            | 2,1            | 12,2           |
| Норма опадів, мм        | 47.4           | 69             | 92.7           | 107.9          | 127.5          | 170            | 134.5          | 133.1          | 154.6          | 66.6           | 52.7           | 40.2           | 1196.2         |
| Днів з опадами          | 11,5           | 12,9           | 14,9           | 15,6           | 15,5           | 14,8           | 11,8           | 11,7           | 13,4           | 12,1           | 11,5           | 11,1           | 156,8          |
| Вологість повітря, %    | 74.5           | 76.6           | 77.4           | 78             | 78.6           | 82             | 80.3           | 80.2           | 81.4           | 78.4           | 76.4           | 74             | 78.2           |
| ----------------------- | -------------- | -------------- | -------------- | -------------- | -------------- | -------------- | -------------- | -------------- | -------------- | -------------- | -------------- | -------------- | -------------- |
| Джерело: Weatherbase    |                |                |                |                |                |                |                |                |                |                |                |                |                |

## Адміністративний поділ
Цзясін поділяється на 2 міських райони, 2 повіти та 3 повітових міста.
| Мапа                                             | Мапа             | Мапа               | Мапа          |
| ------------------------------------------------ | ---------------- | ------------------ | ------------- |
| Наньху Сючжоу Цзяшань Хайянь Хайнін Пінху Тунсян |                  |                    |               |
| Назва українською                                | англійською      | спрощена китайська | піньїнь       |
| Наньху                                           | Nanhu District   | 南湖区             | Nánhú Qū      |
| Сючжоу                                           | Xiuzhou District | 秀洲区             | Xiùzhōu Qū    |
| Цзяшань                                          | Jiashan County   | 嘉善县             | Jiāshàn Xiàn  |
| Хайянь                                           | Haiyan County    | 海盐县             | Hǎiyán Xiàn   |
| Хайнін                                           | Haining          | 海宁市             | Hǎiníng Shì   |
| Пінху                                            | Pinghu           | 平湖市             | Pínghú Shì    |
| Тунсян                                           | Tongxiang        | 桐乡市             | Tóngxiāng Shì |

Вони у свою чергу поділяються на 75 волосних одиниць: 60 містечок, 2 волості та 13 районів.

## Історія
5000–3000 роках до н. е. на території сьогоднішнього Цзясіна існувала палеолітична культура Мацзябінь. З 8-го ст. цей район вже став основною «житницею» Південно-Східного Китаю. У період правління династій Сун і Юань (10-14 ст.) Цзясін був економічним центром країни.
Місто є батьківщиною відомого письменника і громадського діяча Мао Дуня (псевдонім; справжнє ім'я Шень Яньбін, 1896–1981 рр.) і великого вченого, історика, філолога, знавця старокитайської епіграфіки Ван Говея (1877–1927 рр.). 
Цзясін вважається місцем зародження Компартії Китаю: у червні 1921 на одному прогулянковому судні на озері Наньху, розташованому в південній частині міста, завершив свою роботу 1-й З'їзд КПК.
До числа відомих туристичних об'єктів на території міста Цзясін відноситься також селище Учжень, якому 1300 років. Зі своїми річками, містками і витонченими стародавніми будівлями селище дуже мальовниче, сюди приїжджають багато вітчизняних та зарубіжних туристів. На території Цзясіну знаходиться Ціньшаньська АЕС.
У 1983 р. Цзясіну надано статус міста.